# Pityocona porphyroscia
Pityocona porphyroscia är en fjärilsart som beskrevs av Edward Meyrick 1927. Pityocona porphyroscia ingår i släktet Pityocona och familjen stävmalar. Inga underarter finns listade i Catalogue of Life.